# 293 (szám)
A 293 (kétszázkilencvenhárom) a 292 és 294 között található természetes szám.

## A matematikában
Prímszám; Sophie Germain-prím, Eisenstein-prím. Pillai-prím.
Szigorúan nem palindrom szám.